# Plumatella bombayensis
Espèce
Plumatella bombayensis est l’une des 94 espèces d'Ectoprocta d'eau douce (74 espèces de phylactolaemates et 20 de gymnolaemates), au sein de la famille des Plumatellidae.

## Historique
Plumatella bombayensis a été décrite en 1908 par l’herpétologiste britannique Nelson Annandale (1876-1924). Son nom de genre (Plumatella) provient du fait que, vus de près, ses polypes donnent à une colonie dense un aspect « plumeux ». Son nom d'espèce est « bombayensis ».

## Identification
L’espèce ne peut être identifiée facilement. Les critères d’identification sont la taille, la forme et les motifs de ses flottoblastes (statoblastes à anneau flottant), qui doivent être observés au microscope optique ou au microscope électronique.

## Écologie
L'espèce est localement menacée par une intense prédation par un gros escargot (Ampullariidae) originaire d'Asie du Sud-Est (Pomacea canaliculata), qui, après avoir été introduit hors de son milieu, est devenu invasif,.